# Richardia
Richardia es un género con 15 especies de plantas con flores de la familia Rubiaceae.

## Descripción
Son hierbas anuales, pilosas a hirsutas, con tallos de hasta 0.7 m de largo; plantas hermafroditas. Las hojas opuestas, elípticas a oblanceoladas, de 1–7 cm de largo y 0.3–2 cm de ancho, el ápice y base agudos, papiráceas, nervios secundarios 2–3 pares, sin domacios; subsésiles; estípulas interpeciolares y unidas a los pecíolos, persistentes, truncadas a redondeadas con vainas 1–4 mm de largo, setosas con 3–15 cerdas de 1–5 mm de largo. Las inflorescencias capitadas, terminales, de 5–15 mm de diámetro, abrazadas por 2 brácteas foliosas u hojas involucrales, ovadas, sésiles, flores homostilas; limbo calicino 6-lobado, 1.5–3 mm de largo, lobos triangulares a lanceolados; corola infundibuliforme a rotácea, blanca a rosada, tubo 3–8 mm de largo, lobos 6, 1–3 mm de largo, valvares; ovario 3-locular, óvulo 1 por lóculo. Frutos esquizocárpicos, mericarpos 3, elipsoides, 2–3.5 mm de largo, secos, indehiscentes, con una cicatriz ancha en la cara adaxial (ventral), híspidos en la cara abaxial (dorsal), separados entre sí y del cáliz persistente.

## Distribución y hábitat
Frecuente en sitios ruderales a una altitud de 0–1400 metros, desde el sur de los Estados Unidos hasta Brasil, en las Antillas y adventicia en África y Asia. Género neotropical muy similar a Borreria, Crusea, Diodia, Mitracarpus y Spermacoce, los cuales se distinguen por el tipo de dehiscencia de los frutos.

## Taxonomía
Richardia fue descrita por Carlos Linneo y publicado en Species Plantarum 1: 330, en el año 1753. La especie tipo es: Richardia scabra L. 

## Especies
| - Richardia arenicola - Richardia boleviensis - Richardia brasiliensis - Richardia ciliata - Richardia coldenioides - Richardia cruciata - Richardia gandarae - Richardia grandiflora | - Richardia humistrata - Richardia lomensis - Richardia muricata - Richardia pedicellata - Richardia scabra - Richardia schumannii - Richardia stellaris - Richardia tricocca |